# Gigantosaurus
Gigantosaurus („obří ještěr“) je pochybný a potenciálně vědecky neplatný rod sauropodního dinosaura, který žil v období pozdní jury (asi před 155 miliony let) na území dnešní Velké Británie (hrabství Cambridgeshire).

## Význam a popis
Tento rod byl popsán na základě fosilií objevených v sedimentech geologického souvrství Kimmeridge Clay. Typový druh G. megalonyx formálně popsal britský paleontolog Harry Govier Seeley v roce 1869. Druhové jméno znamená doslova „s velkým drápem“. Později byl tento taxon synonymizován s rodem Ornithopsis (1888 britským paleontologem Richardem Lydekkerem) a později s rodem Pelorosaurus (1909 německým paleontologem Friedrichem von Huenem). Dnes je tento taxon obvykle považován za nomen dubium (pochybné vědecké jméno). Na počátku 20. století bylo toto jméno přiřazeno také fosiliím nepříbuzných východoafrických sauropodů z lokality Tendaguru, což dále přispělo k nepřehlednosti taxonomické situace. To se týká zejména rodů Barosaurus, Tornieria a Janenschia.

## Využití jména
Jméno „Gigantosaurus“ je často používáno nadměrně a nesprávně pro různé taxony sauropodů. Často se také plete s rodovým jménem Giganotosaurus, což byl ale zcela nepříbuzný obří argentinský teropod (dravý dinosaurus) z čeledi Carcharodontosauridae.